# Grímur Svertingsson
Grímur Svertingsson (n. 924) fue un caudillo vikingo de Islandia en el siglo XI. Tenía su hacienda en Mosfelli, Mosfellsbær y desempeñó el cargo de lögsögumaður entre 1002 y 1003.
Según la saga de Egil Skallagrímson procedía de una familia rica y acomodada, y era hijo de Sverting Hrolleifsson (n. 890) y nieto del colono noruego Hrólleifur Einarsson (n. 866) de Rogaland. Se casó en 959 con Þórdísi Þórólfsdóttur (n. 936), hija de Thórólf, hermano de Egill Skallagrímsson. Egill amaba a su sobrina tanto como a sus hijos y se trasladó a Mosfelli en 974. En 990 ya era un hombre anciano, pero quiso derramar todo el oro inglés del danegeld conseguido en sus expediciones y gozar de ver a sus compatriotas luchando entre ellos por recoger las monedas en el Alþingi de Grímur, que no estaba por la labor y no lo consiguió.
Grímur se bautizó cuando el althing falló a favor de adoptar el cristianismo en Islandia y edificó una iglesia en Mosfelli y dejó a su esposa Þórdís trasladar los huesos de Egill allí.
Grímur sucedió en el cargo a Þorgeir Ljósvetningagoði en 1002 pero al año siguiente abandonó a favor de Skapti Þóroddsson, porque su voz comenzaba a fallar por la edad y no pudo asumir la responsabilidad de las audiencias públicas.